# Liste der Baudenkmäler in Ruderatshofen

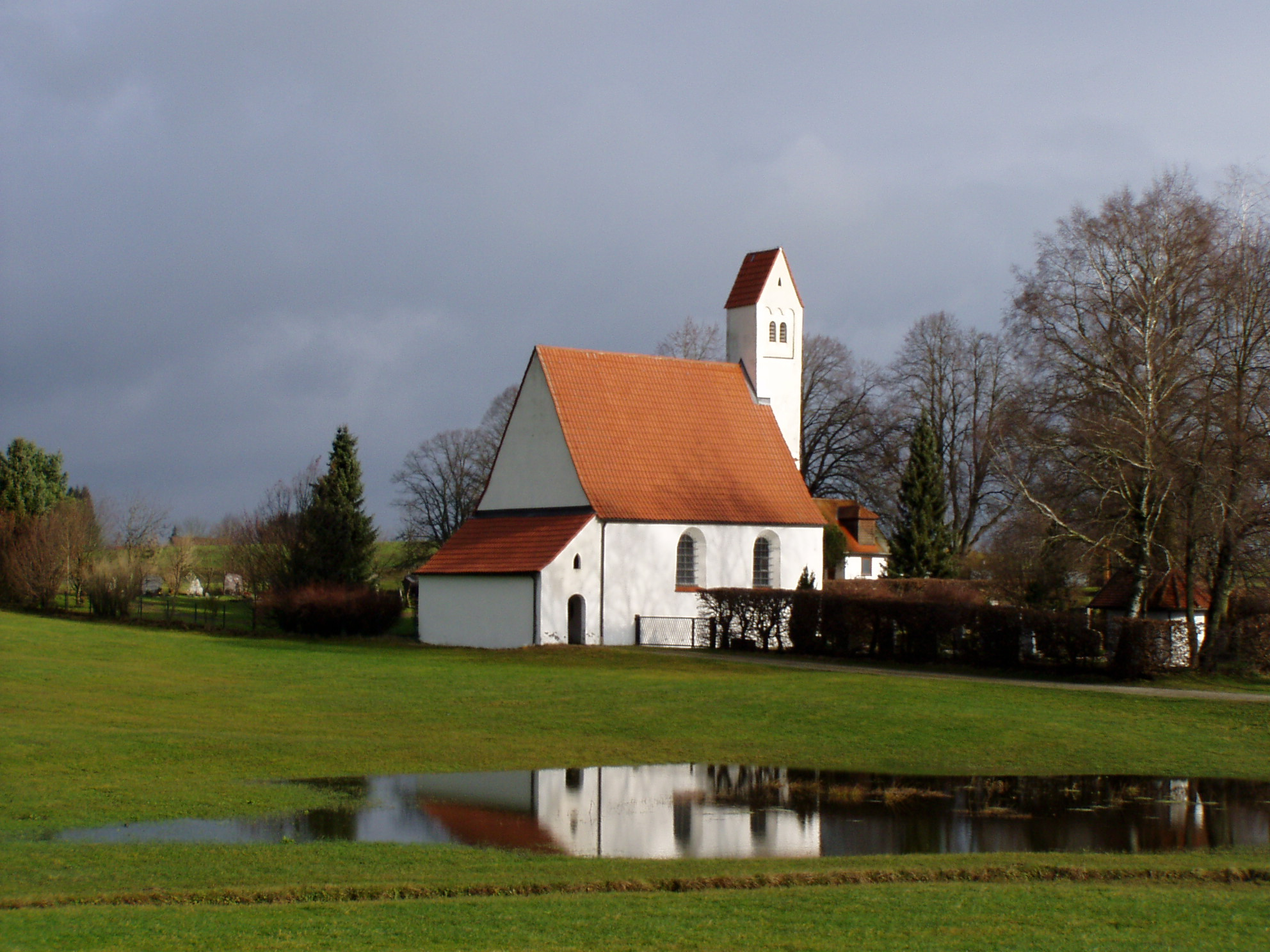
Die „Walburga“ bei Ruderatshofen

Auf dieser Seite sind die Baudenkmäler in der schwäbischen Gemeinde Ruderatshofen zusammengestellt. Diese Tabelle ist eine Teilliste der Liste der Baudenkmäler in Bayern. Grundlage ist die Bayerische Denkmalliste, die auf Basis des Bayerischen Denkmalschutzgesetzes vom 1. Oktober 1973 erstmals erstellt wurde und seither durch das Bayerische Landesamt für Denkmalpflege geführt wird. Die folgenden Angaben ersetzen nicht die rechtsverbindliche Auskunft der Denkmalschutzbehörde.

## Baudenkmäler nach Ortsteilen

### Ruderatshofen
| Lage                                                 | Objekt                                    | Beschreibung | Akten-Nr.     | Bild                                  |
| ---------------------------------------------------- | ----------------------------------------- | --- | ------------- | ------------------------------------- |
| Bürgermeister-Andreas-Müller-Straße 9, 11 (Standort) | Untere Mühle                              | Satteldachbau mit giebelseitigem Mühlenanbau und mittelschlächtigem Wasserrad, bezeichnet 1838; angebautes Wohnhaus (Bürgermeisterhaus) mit Zwerchhaus und Eisenbalkon, im Kern 18./17. Jahrhundert, später verändert. | D-7-77-167-14 | weitere Bilder                        |
| Hauptstraße 12 (Standort)                            | Alte Schmiede                             | kleiner Satteldachbau, im Kern 18. Jahrhundert. | D-7-77-167-15 | weitere Bilder                        |
| Hauptstraße 21 (Standort)                            | Ehemaliges Brauereigasthaus Höfelmayr     | stattlicher, massiver Flachdachbau mit Kniestock, um 1850/70. | D-7-77-167-1  | Ehemaliges Brauereigasthaus Höfelmayr |
| Marktoberdorfer Straße 1 (Standort)                  | Katholische Pfarrkirche St. Jakobus d. Ä. | Turm romanisch, Kirche 15. Jahrhundert, 1733 erhöht und verlängert; mit Ausstattung; zugehörig mittelalterliche Friedhofsmauer.                                                                                        | D-7-77-167-2  | weitere Bilder                        |
| Marktoberdorfer Straße 2 (Standort)                  | Schulhaus                                 | zweigeschossiger Satteldachbau, 1883 | D-7-77-167-19 | Schulhaus                             |
| Marktoberdorfer Straße 4 (Standort)                  | Pfarrhaus                                 | Satteldachbau, erbaut 1792, Pfarrstadel, langgestreckter, verbretterter Ständerbau mit Flachdach und Tennenbundwerk, 1802 erbaut.                                                                                      | D-7-77-167-3  | Pfarrhaus                             |
| Marktoberdorfer Straße 28 (Standort)                 | Katholische Kapelle St. Walburga          | nach Mitte 15. Jahrhundert erbaut, Dachstuhl 1629, Ende 1700 barockisiert; mit Ausstattung. | D-7-77-167-4  | weitere Bilder                        |
| Marktoberdorfer Straße 28 (Standort)                 | Steinkreuz                                | Tuffstein spätmittelalterlich; vor der Walburgakapelle. | D-7-77-167-5  | weitere Bilder                        |

### Apfeltrang
| Lage                                                              | Objekt                              | Beschreibung | Akten-Nr.     | Bild           |
| ----------------------------------------------------------------- | ----------------------------------- | --- | ------------- | -------------- |
| Apfeltranger Dorfstraße (Ecke Märzenburgweg) (Standort)           | Friedensdenkmal                     | Nischenbau, Ende 19. Jahrhundert | D-7-77-167-9  | weitere Bilder |
| Apfeltranger Dorfstraße 29 (Standort)                             | Katholische Pfarrkirche St. Michael | tonnengewölbter Bau mit Querarmen und Vierungskuppel, 1701/02 von Augustin Stöckel über spätgotischem Kern errichtet, Turm 1653, 1745 verändert; mit Ausstattung.                                                                                | D-7-77-167-6  | weitere Bilder |
| Apfeltranger Dorfstraße 38 (Standort)                             | Pfarrhaus                           | mit Satteldach, erbaut 1744/46; Abgegangen: Pfarrstadel mit zwei korbbogigen Toren, 18. Jahrhundert; mit Ausstattung; Abgegangen: Wasch- und Backhaus, 18. Jahrhundert. 2004–2006 saniert und mit dem Denkmalpreis des Landkreises ausgezeichnet | D-7-77-167-7  | weitere Bilder |
| an der Straße nach Wenglingen, 1,5 km westlich vom Ort (Standort) | Steinkreuz                          | spätmittelalterlich | D-7-77-167-8  | Steinkreuz     |
| Lange Äcker (ca. 600 m südöstlich vom Ort) (Standort)             | Gedenkkreuz                         | Kruzifix, Stein, bezeichnet mit "1945", im Bereich des ehemaligen, um 1630 angelegten Pestfriedhofs | D-7-77-167-10 | weitere Bilder |

### Geisenhofen
| Lage                     | Objekt                    | Beschreibung                  | Akten-Nr.     | Bild           |
| ------------------------ | ------------------------- | ----------------------------- | ------------- | -------------- |
| Geisenhofen 7 (Standort) | Katholische Marienkapelle | erbaut 1715; mit Ausstattung. | D-7-77-167-11 | weitere Bilder |

### Immenhofen
| Lage                        | Objekt                     | Beschreibung | Akten-Nr.     | Bild                       |
| --------------------------- | -------------------------- | --- | ------------- | -------------------------- |
| Walburgastraße (Standort)   | Filialkirche St. Nikolaus  | erbaut Ende 15. Jahrhundert, Umgestaltung 1761; mit Ausstattung.                                                               | D-7-77-167-12 | weitere Bilder             |
| Walburgastraße 7 (Standort) | Ehemaliges Kleinbauernhaus | jetzt Café, zum Teil verputzter Ständerbau, Tennenbundwerk und Nasenbüge, Ständergerüst freigelegt, 1. Hälfte 18. Jahrhundert. | D-7-77-167-13 | Ehemaliges Kleinbauernhaus |

## Abgegangene Baudenkmäler
In diesem Abschnitt sind Objekte aufgeführt, die früher einmal in der Denkmalliste eingetragen waren, jetzt aber nicht mehr existieren, z. B. weil sie abgebrochen wurden. Aktennummern in diesem Abschnitt sind ehemalige, jetzt nicht mehr gültige Aktennummern.

| Lage                                             | Objekt                | Beschreibung                                                                                             | Akten-Nr.     | Bild           |
| ------------------------------------------------ | --------------------- | --- | ------------- | -------------- |
| Apfeltrang Apfeltranger Dorfstraße 44 (Standort) | Stattlicher Bauernhof | im Kern 18. Jahrhundert, in der 1. Hälfte des 19. Jahrhunderts erweitert und ausgebaut; 2021 abgebrochen | D-7-77-167-16 | weitere Bilder |